# Скрайвер, Джозефин
Джо́зефин Скра́йвер (урождённая Йосефине Скривер-Карлсен (дат. Josephine Skriver-Karlsen; родилась 14 апреля 1993, Копенгаген) — датская модель. Джозефин является ангелом Victoria’s Secret. С 2011 года участвовала в более чем 300 показах, работала с крупнейшими мировыми брендами, а также снималась для обложек таких журналов, как Vanity Fair, Elle, Harper's Bazaar и Vogue.

## Биография
Родилась в 1993 году в Копенгагене, мать — IT-аналитик, отец — биолог, по происхождению голландец. Родители познакомились по объявлению в журнале с целью зачатия ребёнка. Ещё ребёнком Йосефине снялась в рекламе подгузников. В юном возрасте переехала[прояснить]в Нью-Йорк, занималась в школе моделей, позже вернулась в Копенгаген, где и начала карьеру модели. В феврале 2011 года дебютировала на международном подиуме, приняв участие в неделе высокой моды в Нью-Йорке, продефилировав для Calvin Klein и Rag & Bone. После успешного дебюта была приглашена в Милан и Париж, где среди прочих была приглашена на показы Gucci, Dolce & Gabbana, Balenciaga, Chanel, Yves Saint Laurent и Valentino.
В различное время принимала участие в показах: Oscar de la Renta, Jason Wu, Tommy Hilfiger, Vera Wang, Ralph Lauren, Donna Karan New York, Alexander Wang, Emilio Pucci, Ports 1961, DSquared2, Dolce & Gabbana, Etro, Trussardi, Alberta Ferretti, Just Cavalli, Roberto Cavalli, Guy Laroche, Barbara Bui, Valentino, Chanel, Lanvin, Moschino Cheap and Chic, Moschino, Fendi, Nina Ricci, Ulyana Sergeenko, Valentino, Thierry Mugler, Versace, Victoria Beckham и других.
В 2013, 2014, 2015 и 2016 годах была приглашена на итоговые показы компании Victoria’s Secret. В феврале 2016 года, стало известно, что она стала одним из «ангелов» бренда Victoria's Secret.

## Личная жизнь
С 2013 года состоит в отношениях с американским музыкантом Александром Делеоном. В 2018 году, во время нахождения пары в Финляндии в ходе путешествии по Северной Европе, Александр сделал Жозефин свадебное предложение под северным сиянием. В ноябре 2018 пара объявила о помолвке. В 2022 году Джозефин и Александр поженились. 24 августа 2023 года у пары родилась дочь Аврора Джеймс.

## На обложках журналов
- Plaza Kvinna, март 2011
- Cover Denmark, июнь / июль 2011[20]
- Elle Дания, ноябрь 2011
- Elle Дания, февраль 2012
- Mixt(e), весна / лето 2012
- Eurowoman, июнь 2012[21]
- Black Magazine Новая Зеландия, март 2013
- Singles Южная Корея, август 2013
- Narcisse, осень / зима 2013[22]
- Harper's Bazaar Латинская Америка, сентябрь 2013[23]
- Eurowoman, ноябрь 2013
- Elle Бразилия, январь 2014[24]